# مصطفى السباعي
مصطفى حسني السباعي (1333 - 1384 هـ / 1915 - 3 أكتوبر 1964 م) عالم فقيه، وداعية خطيب، وسياسي برلماني، أول سوريّ يحصل على الدكتوراه بالشريعة من الأزهر، ومؤسس كلية الشريعة في جامعة دمشق، ومؤسس حركة الإخوان المسلمين في سوريا.

## نشأته
ولد في مدينة حمص في سوريا عام 1915. نشأ في أسرة معروفة بالعلم منذ مئات السنين، وكان والده وأجداده يتولون الخطابة في جوامع مدينة حمص، وقد تأثر بأبيه الشيخ حسني السباعي الذي كانت له علوم معروفة في الدين.

## الدراسة
وفي عام 1933 ذهب إلى مصر للدراسة الجامعية بالأزهر، وهناك شارك إخوانه المصريين عام 1941 في المظاهرات ضد الاحتلال البريطاني، كما أيد ثورة رشيد عالي الكيلاني في العراق ضد الإنجليز، فاعتقلته السلطات المصرية بأمر من الإنجليز مع مجموعة من زملائه الطلبة قرابة ثلاثة أشهر، ثم نُقل إلى معتقل صرفند بفلسطين حيث بقي أربعة أشهر، ثم أُطلق سراحه بكفالة. ثم حصل على الدكتوراه بالشريعة الإسلامية من الأزهر عام 1949م، ليكون أول سوري ينال هذه الشهادة العُليا.

## تأسيس جماعة الإخوان بسوريا
التقى السباعي في أيام دراسته بمصر مؤسسَ جماعة الإخوان المسلمين حسن البنا، وظلت الصلة قائمة بينهما بعد عودته إلى سوريا، حيث اجتمع العلماء والدعاة ورجال الجمعيات الإسلامية في المحافظات السورية وقرروا توحيدَ صفوفهم، والعمل جماعة واحدة وبهذا تأسست منهم (جماعة الإخوان المسلمين) لعموم القطر السوري، وقد حضر هذا الاجتماع من مصر سعيد رمضان، وكان ذلك عام 1942، ثم بعد ثلاث سنوات أي في عام 1945 اختير مصطفى السباعي ليكون أولَ مراقب عام للإخوان المسلمين في سوريا.

## في العمل الصحافي
- في عام 1947 أنشأ جريدة (المنار) حتى عطلها الرئيس حسني الزعيم بعد الانقلاب العسكري عام 1949.
- في عام 1955 أسس مع آخرين مجلة (الشهاب) الأسبوعية، التي استمرت إلى قيام الوحدة مع مصر عام 1958.
- في العام نفسه أي 1955 حصل على ترخيص إصدار مجلة (المسلمون) الشهرية بعد توقفها في مصر، وظلت تصدر في دمشق إلى عام 1958 حيث انتقلت إلى صاحبها سعيد رمضان في جنيف بسويسرا، فأصدر السباعي بدلاً منها مجلة (حضارة الإسلام الشهرية) وظلَّ السباعي قائمًا عليها حتى توفي، فتولَّى إصدارها الدكتور محمد أديب صالح بدمشق.

## في البرلمان
انتُخب السباعي نائبًا عن دمشق في الجمعية التأسيسية (البرلمان السوري) عام 1949، ثم انتُخب نائبًا لرئيس المجلس، فعضوًا في لجنة الدستور المؤلفة من 9 أعضاء.

## في الجامعة
- عُيِّن السباعي عام 1950 أستاذًا بكلية الحقوق في الجامعة السورية.
- استطاع بمساعيه الحميدة تأسيسَ كلية الشريعة في جامعة دمشق عام 1955 ليكون أول عميد لكلية الشريعة بجامعة دمشق.

وعرفته مدرجات جامعة دمشق بمحاضراته العلمية، وخاصة (قاعة البحث) وأندية سورية الثقافية والفكرية، ودور النشر فيها أديبًا شاعرًا، وحكيمًا، وصحفيًّا يتقن فنَّ المقالة الدينية والسياسية، وشهدت له منابرها بحُسن المحاضرة والخطابة، والفقه، وكان داعية إسلاميًّا من طِراز جديد نادر.

## في السجن
في عام 1956 طلب السباعي من الحكومة السورية السماح لجماعة الإخوان المسلمين بسوريا بالمشاركة في حرب السويس إلى جانب المصريين، فقامت حكومة الرئيس أديب الشيشكلي بحل الجماعة واعتقال السباعي وإخوانه. ثم أصدر أمره بفصل السباعي من الجامعة السورية وإبعاده خارج سوريا إلى لبنان.

## رئاسة المكتب التنفيذي للإخوان
بعد اعتقال حسن الهضيبي في مصر خلال مواجهة الإخوان المسلمين بمصر مع حكومة ثورة يوليو/ تموز، أنشأ الإخوان المسلمون في البلاد العربية مكتبًا تنفيذيًّا تولى الدكتور مصطفى السباعي رئاسته.

## مؤلفاته
والدكتور مصطفى السباعي له باع طويل في التأليف، فهو من العلماء المحققين، والفقهاء المجتهدين، الذين استوعبوا الفقه الإسلامي من أصوله المعتمدة، ودرسوا قضايا العصر المستجدة وقاسوها على ما سبق من أحكام مستمدَّة من الكتاب والسنة وما أجمع عليه سلف الأمة، ومن أهم مؤلفاته:
1. السنة ومكانتها في التشريع
2. شرح قانون الأحوال الشخصية (ثلاثة أجزاء)
3. من روائع حضارتنا
4. المرأة بين الفقه والقانون
5. عظماؤنا في التاريخ
6. القلائد من فرائد الفوائد
7. دروس في دعوة الإخوان المسلمين
8. هكذا علمتني الحياة (ثلاثة أجزاء كتبها في مرضه)
9. اشتراكية الإسلام (ثم طُبع بعنوان التكافل الاجتماعي في الإسلام)
10. أخلاقنا الاجتماعية
11. أحكام الصيام وفلسفته
12. الدين والدولة في الإسلام
13. نظام السلم والحرب في الإسلام
14. هذا هو الإسلام (جزءان)
15. السيرة النبوية دروس وعبر
16. الاستشراق والمستشرقون
17. المرونة والتطور في التشريع الإسلامي
18. منهجنا في الإصلاح
19. العلاقات بين المسلمين والمسيحيين في التاريخ
20. التسامح الديني
21. التكافل الاجتماعي في الإسلام (كان طُبع قديمًا بعنوان اشتراكية الإسلام)
22. جهادنا في فلسطين
23. مشروعية الإرث وأحكامه
24. آلام وآمال
25. الصراع بين القلب والعقل
26. أصدق الاتجاهات الفكرية في الشرق العربي
27. مقدمة حضارة الإسلام

## مرضه ووفاته
أصيب مصطفى السباعي في آخر عمره بالشلل النصفي حيث شل طرفه الأيسر، وظل صابرًا محتسبًا مدة 8 سنوات، حتى توفي يوم السبت 27 من جُمادى الأولى 1384هـ / 3 أكتوبر 1964م، وصُلي عليه في الجامع الأموي.